# Milan Jovanović (1981)
Milan Jovanović (in serbo Милан Јовановић?; Čačak, 18 aprile 1981) è un ex calciatore serbo, di ruolo attaccante.

## Biografia
Il figlio Lazar è un calciatore professionista.

## Carriera

### Club
Jovanović inizia la sua carriera nelle giovanili dello FK Radnički Niš, squadra dell'allora campionato serbo-montenegrino. Nel 2000 esordisce come professionista nel Vojvodina Novi Sad, sempre nel medesimo campionato. Nel 2003 passa allo Šakhtar Donec'k, nel campionato ucraino. Nel 2004 passa al Lokomotiv Mosca, nella Prem'er-Liga del campionato russo. Dal 2006 al 2010 è allo Standard Liegi, nel campionato belga. Dunque a maggio 2010, dopo 116 presenze e 52 gol, si svincola consensualmente dallo Standard Liegi. Il 1º luglio 2010 dichiara di aver firmato un contratto di 3 anni con il Liverpool.
Il 3 agosto 2011 viene ufficializzata la sua cessione al club belga dell'Anderlecht, con cui firma un contratto biennale; per lui si tratta di un ritorno in Jupiler League, dopo un solo anno passato in Inghilterra.

### Nazionale
Ha debuttato con la Serbia il 2 giugno 2007 in una partita contro la Finlandia, terminata con il risultato di 2-0 per la nazionale serba, in cui Jovanović ha segnato il secondo gol.
È stato convocato con la sua nazionale da Radomir Antić per il campionato mondiale del 2010 in Sudafrica, dove ha segnato il suo primo gol nella seconda gara del gruppo D, vinta per 1-0 contro la Germania.

## Statistiche

### Presenze e reti nei club
Statistiche aggiornate al 1º luglio 2013.
| Stagione                | Squadra                 | Campionato              | Campionato | Campionato | Coppe nazionali | Coppe nazionali | Coppe nazionali | Coppe continentali | Coppe continentali | Coppe continentali | Altre coppe | Altre coppe | Altre coppe | Totale | Totale |
| Stagione                | Squadra                 | Comp                    | Pres       | Reti       | Comp            | Pres            | Reti            | Comp               | Pres               | Reti               | Comp        | Pres        | Reti        | Pres   | Reti   |
| ----------------------- | ----------------------- | ----------------------- | ---------- | ---------- | --------------- | --------------- | --------------- | ------------------ | ------------------ | ------------------ | ----------- | ----------- | ----------- | ------ | ------ |
| 1999-2000               | Vojvodina               | SL                      | 9          | 0          | CS              | ?               | ?               | -                  | -                  | -                  | -           | -           | -           | 9      | 0      |
| 2000-2001               | Vojvodina               | SL                      | 15         | 3          | CS              | ?               | ?               | -                  | -                  | -                  | -           | -           | -           | 15     | 3      |
| 2001-2002               | Vojvodina               | SL                      | 7          | 0          | CS              | ?               | ?               | -                  | -                  | -                  | -           | -           | -           | 7      | 0      |
| 2002-2003               | Vojvodina               | SL                      | 12         | 7          | CS              | ?               | ?               | -                  | -                  | -                  | -           | -           | -           | 12     | 7      |
| Totale Vojvodina        | Totale Vojvodina        | Totale Vojvodina        | 43         | 10         |                 | ?               | ?               |                    |                    |                    |             |             |             | 43     | 10     |
| 2002-2003               | Šachtar                 | PL                      | 6          | 1          | CU              | ?               | ?               | UCL+CU             | ?+?                | ?+?                | -           | -           | -           | 6      | 1      |
| 2003-2004               | Šachtar                 | PL                      | 0          | 0          | CU              | ?               | ?               | UCL+CU             | ?+?                | ?+?                | -           | -           | -           | 0      | 0      |
| Totale Shakhtar Donetsk | Totale Shakhtar Donetsk | Totale Shakhtar Donetsk | 6          | 1          |                 | ?               | ?               |                    | ?                  | ?                  |             |             |             | 6      | 1      |
| 2004                    | Lokomotiv Mosca         | PL                      | 3          | 0          | CR              | ?               | ?               | -                  | -                  | -                  | -           | -           | -           | 3      | 0      |
| 2005                    | Lokomotiv Mosca         | PL                      | 0          | 0          | CR              | ?               | ?               | UCL+CU             | ?+?                | ?+?                | SR          | ?           | ?           | 0      | 0      |
| Totale Lokomotiv Mosca  | Totale Lokomotiv Mosca  | Totale Lokomotiv Mosca  | 3          | 0          |                 | ?               | ?               |                    | ?                  | ?                  |             | ?           | ?           | 3      | 0      |
| 2006-2007               | Standard Liegi          | JL                      | 29         | 14         | CB              | 6               | 9               | UCL+CU             | 2+2                | 1+0                | -           | -           | -           | 39     | 24     |
| 2007-2008               | Standard Liegi          | JL                      | 31         | 16         | CB              | 4               | 2               | CU                 | 1                  | 0                  | -           | -           | -           | 36     | 18     |
| 2008-2009               | Standard Liegi          | JL                      | 31         | 12         | CB              | 0               | 0               | UCL+CU             | 1+7                | 0+2                | SB          | 1           | 0           | 40     | 14     |
| 2009-2010               | Standard Liegi          | JL                      | 26         | 10         | CB              | 0               | 0               | UCL+UEL            | 5+6                | 2+1                | SB          | 1           | 0           | 37     | 13     |
| Standard Liegi          | Standard Liegi          | Standard Liegi          | 117        | 52         |                 | 10              | 11              |                    | 24                 | 6                  |             | 2           | 0           | 153    | 69     |
| 2010-2011               | Liverpool               | PL                      | 10         | 0          | FACup+CdL       | 0+1             | 0+1             | UEL                | 7                  | 1                  | -           | -           | -           | 18     | 2      |
| 2011-2012               | Anderlecht              | PL                      | 35         | 9          | CB              | 0               | 0               | UEL                | 9                  | 3                  | SB          | 0           | 0           | 44     | 12     |
| 2012-2013               | Anderlecht              | PL                      | 33         | 8          | CB              | 5               | 2               | UCL                | 7                  | 2                  | SB          | 1           | 0           | 46     | 12     |
| Totale Anderlecht       | Totale Anderlecht       | Totale Anderlecht       | 68         | 17         |                 | 5               | 2               |                    | 16                 | 5                  |             | 1           | 0           | 90     | 24     |
| Totale carriera         | Totale carriera         | Totale carriera         | 247        | 80         |                 | 16              | 14              |                    | 47                 | 12                 |             | 3           | 0           | 313    | 106    |

### Cronologia presenze e reti in Nazionale
| Cronologia completa delle presenze e delle reti in nazionale ― Serbia | Cronologia completa delle presenze e delle reti in nazionale ― Serbia | Cronologia completa delle presenze e delle reti in nazionale ― Serbia | Cronologia completa delle presenze e delle reti in nazionale ― Serbia | Cronologia completa delle presenze e delle reti in nazionale ― Serbia | Cronologia completa delle presenze e delle reti in nazionale ― Serbia | Cronologia completa delle presenze e delle reti in nazionale ― Serbia | Cronologia completa delle presenze e delle reti in nazionale ― Serbia |
| Data                                                                  | Città                                                                 | In casa                                                               | Risultato                                                             | Ospiti                                                                | Competizione                                                          | Reti                                                                  | Note                                                                  |
| --------------------------------------------------------------------- | --------------------------------------------------------------------- | --------------------------------------------------------------------- | --------------------------------------------------------------------- | --------------------------------------------------------------------- | --------------------------------------------------------------------- | --------------------------------------------------------------------- | --------------------------------------------------------------------- |
| 2-6-2007                                                              | Helsinki                                                              | Finlandia                                                             | 0 – 2                                                                 | Serbia                                                                | Qual. Euro 2008                                                       | 1                                                                     | 60’                                                                   |
| 22-8-2007                                                             | Bruxelles                                                             | Belgio                                                                | 3 – 2                                                                 | Serbia                                                                | Amichevole                                                            | -                                                                     | 56’                                                                   |
| 8-9-2007                                                              | Belgrado                                                              | Serbia                                                                | 0 – 0                                                                 | Finlandia                                                             | Qual. Euro 2008                                                       | -                                                                     | 54’                                                                   |
| 12-9-2007                                                             | Lisbona                                                               | Portogallo                                                            | 1 – 1                                                                 | Serbia                                                                | Qual. Euro 2008                                                       | -                                                                     |                                                                       |
| 21-11-2007                                                            | Belgrado                                                              | Serbia                                                                | 2 – 2                                                                 | Polonia                                                               | Qual. Euro 2008                                                       | -                                                                     |                                                                       |
| 24-11-2007                                                            | Belgrado                                                              | Serbia                                                                | 1 – 0                                                                 | Kazakistan                                                            | Qual. Euro 2008                                                       | -                                                                     | 63’                                                                   |
| 6-2-2008                                                              | Skopje                                                                | Macedonia                                                             | 1 – 1                                                                 | Serbia                                                                | Amichevole                                                            | -                                                                     | 59’                                                                   |
| 26-3-2008                                                             | Kiev                                                                  | Ucraina                                                               | 2 – 0                                                                 | Serbia                                                                | Amichevole                                                            | -                                                                     | 46’                                                                   |
| 11-10-2008                                                            | Belgrado                                                              | Serbia                                                                | 3 – 0                                                                 | Lituania                                                              | Qual. Mondiali 2010                                                   | -                                                                     |                                                                       |
| 15-10-2008                                                            | Vienna                                                                | Austria                                                               | 1 – 3                                                                 | Serbia                                                                | Qual. Mondiali 2010                                                   | 1                                                                     |                                                                       |
| 19-11-2008                                                            | Belgrado                                                              | Serbia                                                                | 6 – 1                                                                 | Bulgaria                                                              | Amichevole                                                            | 2                                                                     | 60’                                                                   |
| 10-2-2009                                                             | Nicosia                                                               | Cipro                                                                 | 0 – 2                                                                 | Serbia                                                                | Amichevole                                                            | 1                                                                     | 46’                                                                   |
| 11-2-2009                                                             | Nicosia                                                               | Serbia                                                                | 0 – 1                                                                 | Ucraina                                                               | Amichevole                                                            | -                                                                     |                                                                       |
| 28-3-2009                                                             | Costanza                                                              | Romania                                                               | 2 – 3                                                                 | Serbia                                                                | Qual. Mondiali 2010                                                   | 1                                                                     | 60’                                                                   |
| 1-4-2009                                                              | Belgrado                                                              | Serbia                                                                | 2 – 0                                                                 | Svezia                                                                | Amichevole                                                            | -                                                                     | 46’                                                                   |
| 6-6-2009                                                              | Belgrado                                                              | Serbia                                                                | 1 – 0                                                                 | Austria                                                               | Qual. Mondiali 2010                                                   | -                                                                     | 56’                                                                   |
| 10-6-2009                                                             | Tórshavn                                                              | Fær Øer                                                               | 0 – 2                                                                 | Serbia                                                                | Qual. Mondiali 2010                                                   | 1                                                                     | 77’                                                                   |
| 12-8-2009                                                             | Città del Capo                                                        | Sudafrica                                                             | 1 – 3                                                                 | Serbia                                                                | Amichevole                                                            | -                                                                     | 46’                                                                   |
| 9-9-2009                                                              | Belgrado                                                              | Serbia                                                                | 1 – 1                                                                 | Francia                                                               | Qual. Mondiali 2010                                                   | -                                                                     | 62’ 74’                                                               |
| 10-10-2009                                                            | Belgrado                                                              | Serbia                                                                | 5 – 0                                                                 | Romania                                                               | Qual. Mondiali 2010                                                   | 2                                                                     |                                                                       |
| 14-10-2009                                                            | Marijampolė                                                           | Lituania                                                              | 2 – 1                                                                 | Serbia                                                                | Qual. Mondiali 2010                                                   | -                                                                     |                                                                       |
| 14-11-2009                                                            | Belfast                                                               | Irlanda del Nord                                                      | 0 – 1                                                                 | Serbia                                                                | Amichevole                                                            | -                                                                     | 46’                                                                   |
| 18-11-2009                                                            | Seul                                                                  | Corea del Sud                                                         | 0 – 1                                                                 | Serbia                                                                | Amichevole                                                            | -                                                                     | 68’                                                                   |
| 3-3-2010                                                              | Algeri                                                                | Algeria                                                               | 0 – 3                                                                 | Serbia                                                                | Amichevole                                                            | -                                                                     | 53’                                                                   |
| 2-6-2010                                                              | Kufstein                                                              | Polonia                                                               | 0 – 0                                                                 | Serbia                                                                | Amichevole                                                            | -                                                                     | 46’                                                                   |
| 5-6-2010                                                              | Belgrado                                                              | Serbia                                                                | 4 – 3                                                                 | Camerun                                                               | Amichevole                                                            | -                                                                     | 68’                                                                   |
| 13-6-2010                                                             | Belgrado                                                              | Serbia                                                                | 0 – 1                                                                 | Ghana                                                                 | Mondiali 2010 - 1º turno                                              | -                                                                     | 76’                                                                   |
| 18-6-2010                                                             | Port Elizabeth                                                        | Germania                                                              | 0 – 1                                                                 | Serbia                                                                | Mondiali 2010 - 1º turno                                              | 1                                                                     | 79’                                                                   |
| 23-6-2010                                                             | Nelspruit                                                             | Australia                                                             | 2 – 1                                                                 | Serbia                                                                | Mondiali 2010 - 1º turno                                              | -                                                                     |                                                                       |
| 11-8-2010                                                             | Belgrado                                                              | Serbia                                                                | 0 – 1                                                                 | Grecia                                                                | Amichevole                                                            | -                                                                     | 65’                                                                   |
| 3-9-2010                                                              | Tórshavn                                                              | Fær Øer                                                               | 0 – 3                                                                 | Serbia                                                                | Qual. Euro 2012                                                       | -                                                                     |                                                                       |
| 7-9-2010                                                              | Belgrado                                                              | Serbia                                                                | 1 – 1                                                                 | Slovenia                                                              | Qual. Euro 2012                                                       | -                                                                     | 37’ 64’                                                               |
| 8-10-2010                                                             | Belgrado                                                              | Serbia                                                                | 1 – 3                                                                 | Estonia                                                               | Qual. Euro 2012                                                       | -                                                                     | 46’                                                                   |
| 25-3-2011                                                             | Belgrado                                                              | Serbia                                                                | 2 – 1                                                                 | Irlanda del Nord                                                      | Qual. Euro 2012                                                       | -                                                                     | 46’                                                                   |
| 29-3-2011                                                             | Tallinn                                                               | Estonia                                                               | 1 – 1                                                                 | Serbia                                                                | Qual. Euro 2012                                                       | -                                                                     | 74’                                                                   |
| 10-8-2011                                                             | Mosca                                                                 | Russia                                                                | 1 – 0                                                                 | Serbia                                                                | Amichevole                                                            | -                                                                     | 46’                                                                   |
| 2-9-2011                                                              | Lurgan                                                                | Irlanda del Nord                                                      | 0 – 1                                                                 | Serbia                                                                | Qual. Euro 2012                                                       | -                                                                     |                                                                       |
| 6-9-2011                                                              | Belgrado                                                              | Serbia                                                                | 3 – 1                                                                 | Fær Øer                                                               | Qual. Euro 2012                                                       | 1                                                                     |                                                                       |
| 7-10-2011                                                             | Belgrado                                                              | Serbia                                                                | 1 – 1                                                                 | Italia                                                                | Qual. Euro 2012                                                       | -                                                                     | 87’                                                                   |
| 11-10-2011                                                            | Maribor                                                               | Slovenia                                                              | 1 – 0                                                                 | Serbia                                                                | Qual. Euro 2012                                                       | -                                                                     | 39’ 57’                                                               |
| 11-11-2011                                                            | Querétaro                                                             | Messico                                                               | 2 – 0                                                                 | Serbia                                                                | Amichevole                                                            | -                                                                     | 68’                                                                   |
| 14-11-2011                                                            | San Pedro Sula                                                        | Honduras                                                              | 2 – 0                                                                 | Serbia                                                                | Amichevole                                                            | -                                                                     | 46’                                                                   |
| 28-2-2012                                                             | Limassol                                                              | Armenia                                                               | 0 – 2                                                                 | Serbia                                                                | Amichevole                                                            | -                                                                     | 69’                                                                   |
| 29-2-2012                                                             | Nicosia                                                               | Cipro                                                                 | 0 – 0                                                                 | Serbia                                                                | Amichevole                                                            | -                                                                     | 63’                                                                   |
| Totale                                                                |                                                                       | Presenze                                                              | 44                                                                    |                                                                       | Reti                                                                  | 11                                                                    |                                                                       |

## Palmarès

### Club
- Campionato belga: 4

Standard Liegi: 2007-2008, 2008-2009
Anderlecht: 2011-2012, 2012-2013

### Individuale
- Calciatore belga dell'anno: 1

2009